# Municipalità delle Spiagge Settentrionali
La municipalità delle Spiagge Settentrionali (in inglese Northern Beaches Council) è una local government area australiana del Nuovo Galles del Sud, comprendente la regione costiera nell'immediato nord di Sydney. Il Consiglio venne istituito il maggio 2016 con la fusione delle municipalità di Manly, Pittwater e Warringah.